# رالف سيرنا
رالف سيرنا (بالإنجليزية: Ralph Serna)‏ هو منافس ألعاب قوى أمريكي، ولد في 10 يناير 1957 في آناهايم في الولايات المتحدة.